# 릴리 앨런
릴리 로즈 비어트리스 쿠퍼 (Lily Rose Beatrice Cooper, 1985년 5월 2일~ )는 결혼 전 이름인 릴리 앨런으로 잘 알려진 영국의 싱어송 라이터이자 패션 디자이너이다. 어릴 적 음악적 취향이 글램 록에서 얼터너티브 록으로 바뀐 그녀는 열다섯 살 때 자퇴한 후 음악 창작활동에 전념하였다.
2005년 말 자신의 마이스페이스에 자작곡 네 곡을 올린 그녀는 네티즌들의 뜨거운 반응으로 유명세를 얻자 리걸 레코딩과 정식 앨범 발매계약을 맺게 되었다. 2006년 7월 그녀의 첫 싱글 <Smile>은 영국 싱글 차트 1위를, 곧이어 발매한 데뷔앨범 《Alright, Still》은 영국 음반 차트 2위를 차지하였다. 이 앨범은 비평가들과 리스너들에게 좋은 평가를 받으며 전 세계적으로 260만장의 판매고를 올렸으며, 그래미상과 브릿 어워드, MTV 비디오 뮤직 어워드의 여러 부문에 노미네이트되었다. 이후 그녀는 2008년 2월부터 4월까지 BBC 3에서 자신의 이름을 건 토크쇼 《릴리 앨런과 친구들 (Lily Allen and Friends)》를 진행하기도 했다.
스카와 레게의 성격이 강했던 전작과는 달리 일렉트로 팝의 느낌이 강해진 두 번째 앨범 《It's Not Me, It's You》는 2009년 2월 발매와 동시에 영국 음반 차트와 호주 ARIA 차트 1위에 올랐다. <The Fear>, <Fuck You>등 이 앨범의 많은 싱글은 특히 유럽에서 큰 인기를 끌었다.
그녀는 2010년 9월 루시 인 디스가이즈 (Lucy in Disguise)라는 의류 매장을 오픈하여 이부(異父)언니와 공동경영하고 있으며, 2011년 1월에는 인 더 네임 오브라는 개인 레이블을 설립하였다.

## 어린 시절과 연기활동
릴리 앨런은 1985년 5월 2일 런던 해머스미스에서 웨일스 출신의 유명 코미디언이자 배우인 키스 앨런과 영화제작자 앨리슨 오웬의 1남 1녀 중 장녀로 태어났다. 남동생은 훗날 그녀의 1집 앨범 수록곡 <Alfie>의 주인공이 된 배우 알피 오웬-앨런이며, 이복·이부 형제자매도 여러 명 있다. 릴리는 네 살 때 아버지가 집을 나간 이후 경제적으로, 정서적으로 힘든 유년시절을 보냈다. 그녀의 어머니는 코미디언 헨리 엔필드와 한동안 동거했으며, 저소득층 주거지역의 공영주택에서 사는 넉넉치 않은 집안 형편에도 불구하고 딸을 고급 사립학교에만 보냈다.
열한 살이던 해의 어느 날, 릴리는 학교 운동장에서 오아시스의 <Wonderwall>을 흥얼거리고 있었다. 이를 훗날 유명 소프라노이자 작곡가가 되는 여대생 레이첼 산테소가 우연히 듣고는 감명받아 점심시간마다 릴리에게 노래를 가르쳤다. 그 후 그녀는 학예회에서 디즈니 만화영화 《아기코끼리 덤보》에 나오는 <Baby Mine>이라는 노래를 부르게 되었는데, 훗날 인터뷰에서 "사고뭉치 소녀의 아름다운 노래에 당시 많은 사람들이 눈물을 흘렸다"고 말한 바 있다. 이때 자신의 평생 직업으로서, 혹은 제도권 교육으로부터의 탈출구로서 음악을 해야겠다고 느낀 그녀는 피아노와 바이올린, 기타를 배웠으며, 합창단원으로 활동하기도 했다. 그러나 음주와 흡연으로 인해 총 열두 번의 강제 퇴학·전학을 다니게 된다.
그녀는 "인생의 첫 3분의 1을 다음 3분의 1을 위해 일할 준비하면서, 그리고 그 다음 3분의 1에 쓸 연금을 내기 위해 빡빡하게 살 준비하면서 보내고 싶지는 않다"며 15세에 자퇴하였다.
릴리는 그녀가 세 살이던 1988년 아버지가 각본을 쓴 시트콤 《The Comic Strip Presents...》의 <The Yob> 편에 출연했으며, 1998년에는 어머니가 공동기획한 영화 《엘리자베스》에 시녀 역으로 출연하기도 했다.

## 음악 활동

### 레이블 계약과 마이스페이스
그녀는 초기에 "키스 앨런의 딸이라는 사실과 과도한 음주로 인해" 많은 레이블 사들로부터 거절당했다. 그러던 중 2002년에 아버지의 인맥을 통해 워너 뮤직의 자회사인 런던 레코드의 계약을 따냈으나 이마저도 회사 내의 미온적인 반응에 흐지부지되었다. 플로리스트가 될 생각에 잠시 원예학을 공부하기도 했지만 이내 마음을 바꾸고, 스페인의 이비자 섬에서 만나 자신의 매니저가 된 라디오 DJ 겸 TV 쇼 진행자 조지 램이 소개시켜준 드럼 앤 베이스 듀오 퓨처 컷과 함께 음악 작업에 몰두한다. 2005년, 당시 콜드플레이의 《X&Y》와 고릴라즈의 《Demon Days》 앨범 제작으로 인해 자금적 여유가 없었던 리걸 레코딩과 계약을 맺은 그녀는 2만 5천 파운드라는 다소 적은 액수를 받고 작업하게 된다.
그해 11월 릴리는 자신의 마이스페이스에 데모 곡들을 올렸다. 곧 리스닝 횟수가 수천을 넘으며 네티즌들의 관심을 모았고, 이에 맞춰 급하게 발매된 500장의 <LDN> 한정 싱글은 큰 인기를 끌어 훗날 이베이에서 40파운드에 거래되기도 했다. 이후 마이스페이스 친구가 수만여 명에 이르자 2006년 3월에는 영국 주간지 《옵저버》에서 발행하는 월간 음악잡지 《OMM》에서 릴리에 대한 기사를 실었으며, 두 달 후 그녀는 그 잡지의 커버모델이 되기에 이른다. 이에 힘입어 기존의 유명 프로듀서들이 아닌 그렉 커스틴과 마크 론슨과 작업하는 등 앨범 제작에 영향력을 높일 수 있었으며, 2주 만에 모든 작업을 끝냈다.
이후 릴리의 마이스페이스는 팬들과의 소통경로이자 그녀를 둘러싼 구설수에 해명하는 용도로서 적극적으로 활용되었으며, 2008년에는 영국 NME 어워드의 '최고 음악 블로그 상' 부문 후보에 오르기도 했다. 2010년 이곳에 있는 곡들의 다운로드 횟수는 1,900만을 넘었으며, 친구 수는 45만을 육박했다. 그러나 릴리는 네티즌들의 악의성 댓글을 이유로 2009년 12월에 마이스페이스를 포함한 모든 소셜 네트워킹 활동을 중단했으며, 2010년 2월부터는 트위터만 관리하고 있다.

### 《Alright, Still》(2006 ~ 2007)

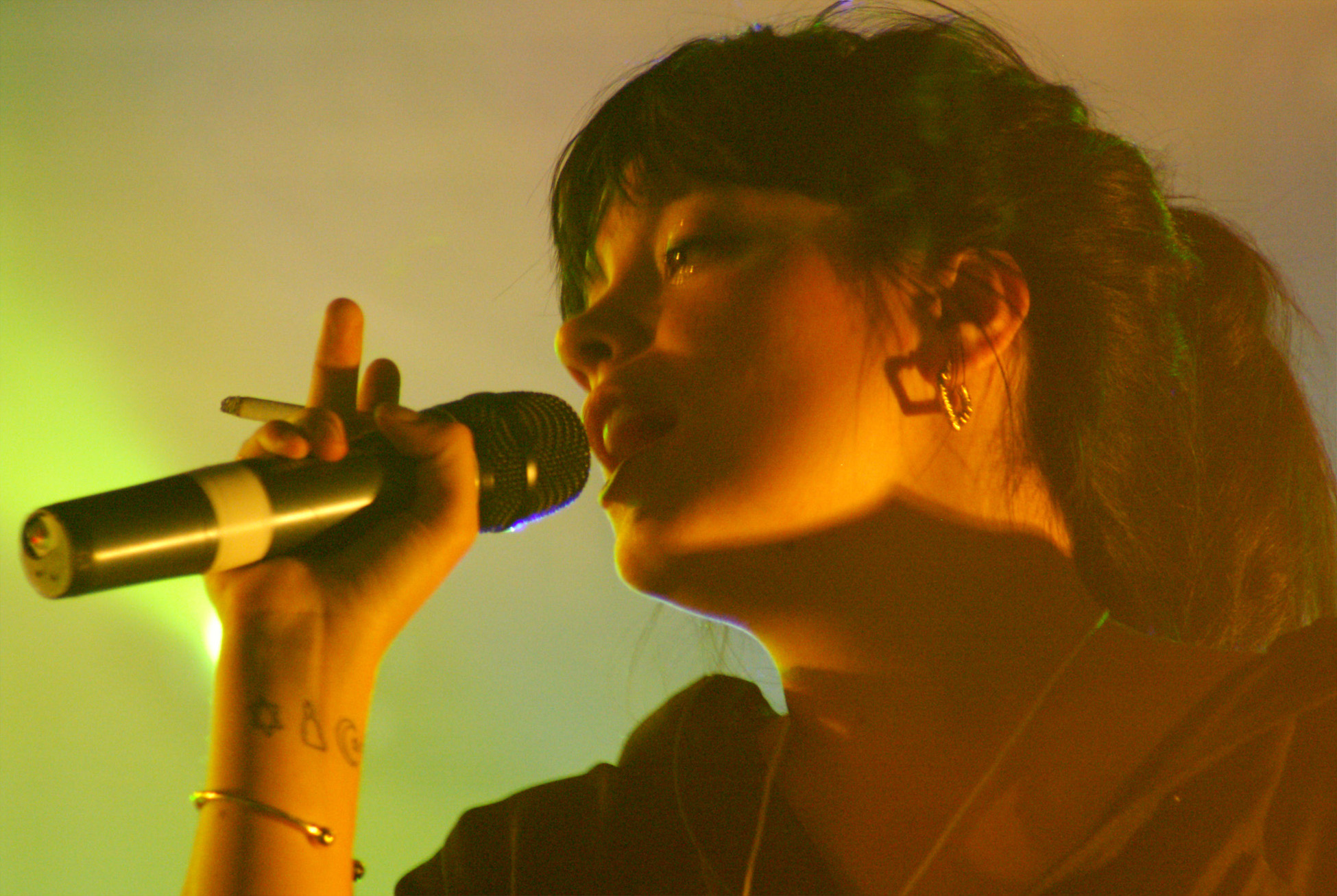
2007년 7월 프랑스 파리의 솔리데이 페스티벌에서 공연중인 릴리 앨런

릴리의 데뷔앨범 《Alright, Still》은 영국에서 2006년 7월 3일 12인치 한정판 레코드로 출시되었고, CD로는 유럽 전역에서 2006년 7월 17일에 발매되었다. 앨범의 수록곡은 11곡에서 14곡으로 판마다 차이를 보이는데, 이 중에는 퓨처 컷과 처음으로 공동작업한 곡인 <Smile>뿐 아니라 <LDN>과 <Knock 'Em Out>, <Alfie> 등 마이스페이스에 올라왔던 곡들이 포함되었다. 또한 영국 브릿팝 밴드 리알토의 기타리스트인 조니 불과 공동작업한 <Friday Night>, 마크 론슨이 프로듀싱한 <Littlest Things>도 수록되었는데, 론슨은 이 곡과 에이미 와인하우스의 《Back to Black》 앨범 프로듀싱으로 2008년 그래미상에서 '올해의 프로듀서 상 (비 클래식 부문)'을 수상했다.
2006년 9월에는 <Smile>의 미국 버전이 아이튠즈 스토어에 올라왔고, 라디오 전파도 조금씩 탔으며 뮤직비디오는 그 해 12월까지 많은 채널에서 방영되었다. 당시 《Alright, Still》은 미국에 아직 발매되지 않았음에도 미국의 연예주간잡지 《엔터테인먼트 위클리》가 선정한 '2006년 최고의 앨범 10'에 포함되기도 했다. 2007년 1월에 릴리는 주목할 만한 신인 뮤지션을 소개하는 MTV의 '발견과 다운로드' 코너에 이름을 올리게 되어 여러 편의 홍보 영상을 방영하기도 했다. 2007년 1월 30일 발매된 미국판 데뷔앨범에는 <Nan, You're A Window Shopper>와 <Smile>의 마크 론슨 리믹스 버전이 추가되었다. 아이튠즈 디럭스판에는 <Blank Expression>도 추가되었는데, 이는 미국 발매 첫 주에 빌보드 차트 20위에 오른 바 있다. 싱글로는 <LDN>이 2006년 9월 25일에, <Littlest Things>가 그 해 12월 11일에, 그리고 <Alfie>와 <Shame for You>가 이듬해 3월 5일 발매되었다.
릴리의 데뷔앨범은 2009년 1월 기준으로 영국에서 96여만 장, 미국에서는 52만 장이 판매되었으며, <Smile>은 그녀에게 2008년 BMI 어워드 작곡상을 안겨주었다. 그러나 2009년 초 한 인터뷰에서 그녀는 이 앨범을 들으면 움찔하게 된다고 말하며, 그 이유를 "사람들의 주목을 받고 싶어 안달난, 굉장히 격한 10대 소녀였던" 자신을 떠올리게 되기 때문이라고 밝혔다.

### 《It's Not Me, It's You》(2008 ~ 2009)

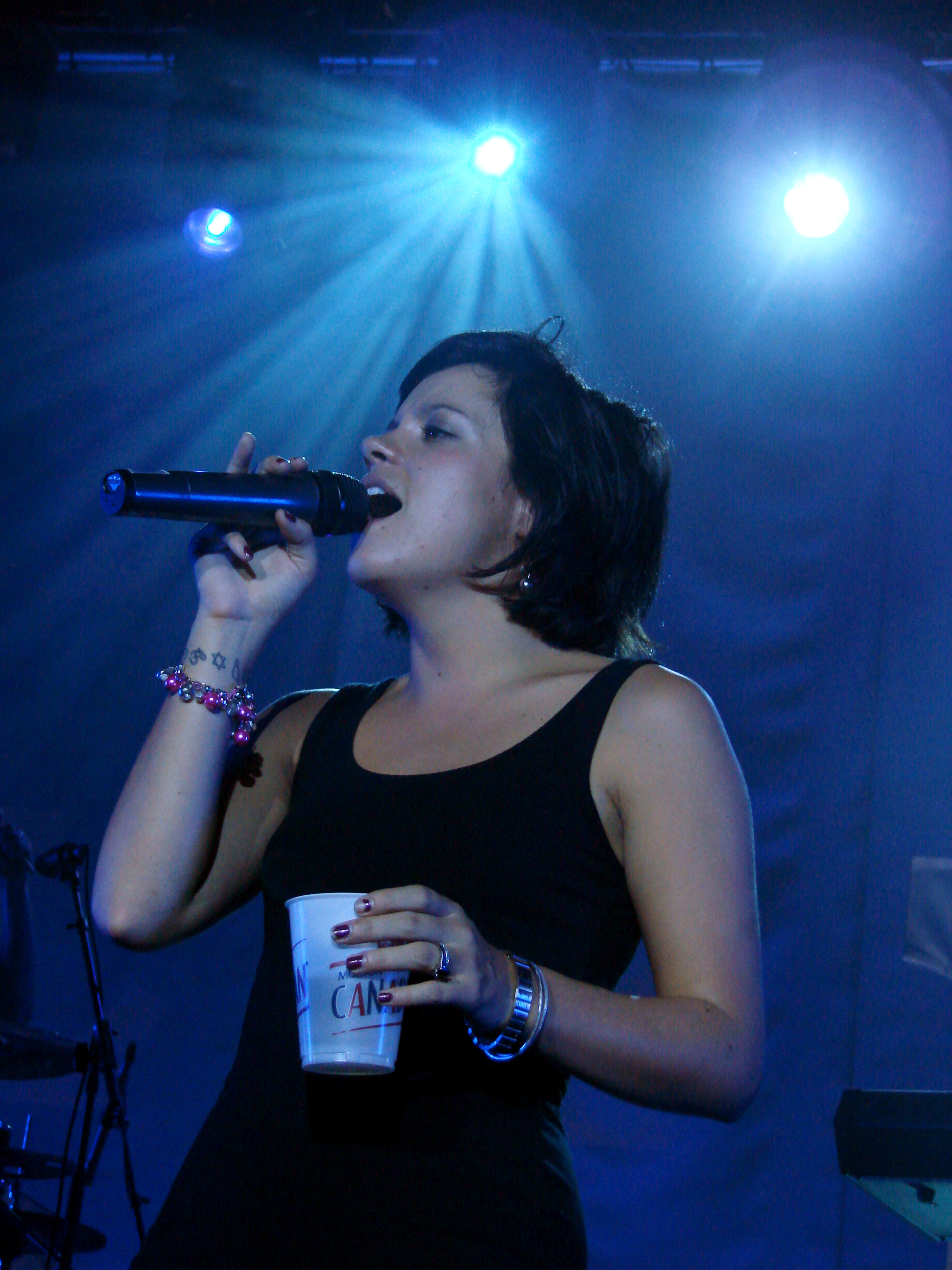
2009년 4월 캐나다 토론토의 Sound Academy에서 공연중인 릴리 앨런

원래 릴리의 두 번째 정규앨범 《It's Not Me, It's You》는 2008년 초에 발매될 예정이었으나, 2008년 1월 그녀가 유산을 겪은 데다가 창작 관련 사유로 인해 그해 가을로 발매가 미뤄졌다. 그러나 8월에는 해당 음반사의 모회사 EMI가 영국 사모펀드 테라 퍼마 캐피털 파트너스에 인수되어 구조조정으로 인해 복잡한 상황에 있었다. 따라서 회사는 릴리의 합의 하에 앨범 출시를 2009년 2월로 연기하고 리걸/팔로폰 레코딩에서 발매하기로 확정하였다.
2008년 4월, 릴리는 당시 '새로운 방향'으로 나아가고 있다며 마이스페이스에 새로운 데모곡 두 곡을 올렸고, 그 방향에 대해서는 조만간 비정규 음반을 발매하여 팬들에게 알릴 계획이라고 밝혔다. 방향을 새로이 잡은 이유에 대해서는 다름과 같이 말하였다. "제 지난 앨범이 복고풍이었잖아요. 제가 그랬더니 다른 가수들도 많이들 그렇게 했구요. 그 무리에서 벗어나 앞으로 나아가고 싶었어요." 두 번째 앨범을 마크 론슨과 작업하지 않기로 한 것은 바로 이 때문이라고 밝히기도 했다. 음반사의 요구로 인해 중간에 다른 프로듀서들과 작업할 뻔 하기도 했으나, 결국 그녀는 1집 앨범 수록곡 중 세 곡을 공동작업했던 그렉 커스틴과 재회했고 새 앨범의 전곡을 함께 만들었다. 그녀는 앨범에 전체적으로 통일감을 주기 위해 처음부터 끝까지 한 명과만 작업하고 싶었다며 "(1집보다) 더 스케일이 크고 제대로 된, 천상의 노래들을 만들고 싶었으며 ... 그간의 성장이 이번 음반에 드러나기를 바란다"고 밝혔다.
이후 그녀는 마이스페이스에 한 곡의 일부를 올렸는데, 이 곡의 제목은 원래 <Guess Who Batman>과 <Get With the Brogram>으로 두 개였지만 나중에 <Fuck You>라고 바뀌었다. 처음에 이 곡은 영국의 극우 정당인 영국국민당을 다룬 곡이였지만 결국 조지 부시 전 미국 대통령에 대한 곡이 되었다 (처음 두 제목의 약자를 조지 부시 (George W. Bush) 전 미국 대통령 이름의 약자와 일치하도록 지었던 것은 의도된 것이다). 후에 이 곡은 2009년 5월 말까지 미국 빌보드 핫 100 차트에서 68위에 오르며 《It's Not Me, It's You》의 싱글들 중 가장 높은 순위를 기록하기도 했다. 릴리는 <Fuck You> 외에도 <The Fear (당시 제목 "I Don't Know")>와 〈I Could Say〉, <Who'd Have Known>의 데모 버전을 올렸다. 그 해 8월 19일까지 이 곡들은 적게는 25만에서 많게는 1백만의 재생 횟수를 기록했다.
《It's Not Me, It's You》는 영국에서는 2009년 2월 9일에, 미국에서는 다음 날에 발매되었고, 곧바로 영국과 캐나다, 호주에서 1위를 차지했다. 또한 유럽 전체에서 2위, 미국에서 5위에 올랐다. 같은 달 26일에는 유럽 통합 음악차트에서 5위에 올랐으며, 영국에서는 2009년 5월 기준으로 30만 장이 넘게 판매되어 플래티넘을 기록하였다. 이 앨범의 첫 번째 싱글인 <The Fear>는 2008년 12월 4일에 뮤직비디오를 선보였고, 12월 9일에는 디지털 싱글로, 2009년 1월 26일에는 CD로 출시되었다. 이 곡은 한정판으로는 차트에 136위로 진입하였으나 공식 CD가 발매되자 4주 연속 1위를 지켰으며, 릴리는 이 곡으로 영국 모바일 판매 차트에서도 처음으로 1위를 차지했다. 일렉트로 팝 장르인 이 노래는 셀러브리티 문화에 대해 이야기하는 가사를 담고 있다. 또한 두 번째 싱글 <Not Fair>는 2009년 3월 20일 영국 싱글 차트 16위로 데뷔하여 4월 말 9위까지 올랐다. 이 곡은 소위 '침대에서 궁합이 맞지 않았던' 전 남자친구를 유머러스하게 묘사한 곡인데, 정작 그는 이 노래가 본인에 대한 곡인지 알지 못했다고 한다. 이 밖에도 같은 해 5월 18일에 <Fuck You>가, 8월 26일에 <22>, 그리고 11월 30일에는 <Who'd Have Known>이 싱글로 발매되었으며, 추가로 호주에서는 2010년 4월 17일에 <Back to the Start>도 발표되었다.
2009년 릴리는 영국 최대 음악사이트 Last.fm의 전 세계 뮤지션 스트리밍 차트에서 3위를 기록했는데, 이는 영국 뮤지션 중에서 1위였다. 《It's Not Me, It's You》는 2010년 3월 기준으로 영국 음악사에서 네 번째로 많이 판매된 디지털 앨범이었으며, 그녀는 이 음반으로 2010년 아이버 노벨로 어워드에서 '올해의 작곡가상'을 그렉 커스틴과 공동수상하였다. 또한 타이틀곡 <The Fear>로는 '음악과 가사가 좋은 최고의 노래상'과 '가장 많이 불렸던 노래상'을 수상하기도 했다. 그녀는 자신이 "진정한 (음악)시상식"라고 생각한 곳에서 상을 받게 되었다는 사실에 큰 감격을 표하며, "이 곡은 길을 잃고 방황하는 것에 대한 노래인데 (이 곡 덕에) 갑자기 길을 찾은 것만 같다"고 소감을 밝혔다.

### 공백기간과 프로듀서 활동 (2010~2012)
릴리는 2010년 8월 영국 헤리포드셔의 빅 칠 페스티벌 공연을 마지막으로 가수활동을 중단하겠다고 발표하였다. 펑키하면서도 클래식한 개성있는 패션 스타일로 유명한 그녀는, 그해 9월 런던에 자신의 빈티지 소장 의류 등을 판매하고 대여하는 루시 인 디스가이즈라는 의류 매장을 오픈하여 현재까지 이부언니 사라 오웬과 공동경영하고 있다. 앞서 2009년에는 샤넬의 수석 디자이너인 칼 라거펠트에 의해 2010 S/S 시즌 코코 코쿤백 라인의 뮤즈로 선정되어 캠페인을 진행한 바 있다.
2011년 1월 소니 뮤직의 지원을 받아 개인 레이블 인 더 네임 오브를 설립한 그녀는 미국 뉴욕 출신의 노이즈 팝 듀오 컬츠를 프로듀싱하였다. 또한 2011년 2월에는 런던 웨스트엔드에서 2012년 초연 예정인 뮤지컬 브리짓 존스의 일기에 쓰일 곡을 쓰기 시작하였다.
2012년 6월 20일, 릴리는 트위터를 통해 스튜디오에서 그렉 커스틴과 음반 작업 중임을 알림으로써 가요계 복귀를 선언했고, 핑크의 6집 앨범 《The Truth About Love》의 수록곡 <True Love>에 피쳐링했다. 그리고 8월에는 앞으로 남편의 성을 따라 '릴리 로즈 쿠퍼'라는 이름으로 활동할 것임을 밝혔다.

### 콜라보레이션과 커버곡들
릴리는 2006년 런던 출신의 하우스 듀오 베이스먼트 잭스의 앨범 《Crazy Itch Radio》 수록곡인 <Lights Go Down>과 로비 윌리엄스의 앨범 《Rudebox》 수록곡인 <Bongo Bong and Je Ne T'Aime Plus>와 <Keep On>, 영국 인디 뮤지션 제이미 T의 곡 <Rawhide>에 객원보컬로 참여하였다. 이어 영국 래퍼 디지 래스컬의 2007년 앨범 《Maths + English》의 수록곡 <Wanna Be>와 미국 래퍼 커먼의 7집 앨범 《Finding Forever》의 수록곡 <Drivin' Me Wild>, 마크 론슨의 두 번째 앨범인 《Version》에서는 카이저 치프스의 <Oh My God> 커버곡에 피처링하였다. 이를 계기로 카이저 치프스의 3집 앨범 《Off With With Their Heads》의 수록곡인 <Never Miss A Beat>와 <Always Happens Like That>에도 피처링하게 되었으나, 후에 담당 프로듀서였던 마크 론슨이 <Never Miss A Beat>에서는 릴리의 목소리가 거의 들리지 않도록 프로듀싱하였다. 2008년에는 2008 NME 어워드를 위하여 코미디언 제임스 코든에 대해 <From Barry to Billericay>라는 곡을 썼으며, 2009년 10월에는 세계 최초로 듀란 듀란, 밥 겔도프 등 60여 뮤지션들과 함께 각국 정상들에게 그해 12월에 열리는 코펜하겐 기후협약 참석을 촉구하는 탄원 앨범을 내기도 하였다. 2010년에는 영국 래퍼 프로페서 그린의 데뷔앨범 《Alive 'Til I'm Dead》의 수록곡 <Just Be Good to Green>에 객원보컬로 참여한 바 있다.
그녀는 데뷔 후 리메이크도 여러 번 했는데, 2008년에는 쿡스의 데뷔앨범 수록곡인 <Naive>의 커버곡으로 코미디 영화 《나는 조지아의 미친 고양이》OST에 참여하였다. 또한 전쟁지역의 어린이들을 돕는 국제 비정부기구인 워 차일드가 주최한 자선 콘서트에서는 킨의 <Everybody's Changing>을 불렀으며, 워 차일드가 발매한 자선 앨범인 《Heroes》에서는 클래쉬의 <Straight to Hell>를 부르기도 했다. 그 밖의 정식 커버곡으로는 《It's Not Me, It's You》스페셜 에디션 앨범에도 실린 브리트니 스피어스의 <Womanizer>와 일렉트릭 라이트 오케스트라의 <Mr. Blue Sky>가 있다.

## 구설수
릴리는 거침없는 말투와 태도로 유명하다. 그녀는 쿡스의 리드보컬인 루크 프리처드와 아일랜드 출신 싱어송라이터 밥 겔도프, 걸스 얼라우드의 셰릴 콜, 에이미 와인하우스, 카일리 미노그, 케이티 페리 등에 대한 비난 발언으로 인해 언론의 집중조명을 받았다. 후에 그녀는 이 모든 것이 자신감 부족 때문이었다며 "그당시엔 '세상에, 난 키도 작고 뚱뚱하고 못생겼는데 저렇게 예쁘고 잘생긴 것들은 못봐주겠어'라는 심정이었어요"라고 밝혔다. 또한 2007년에 출연한 한 TV 쇼에서는 다유두증 때문에 유두를 세 개 가지고 있다고 밝히며 세 번째 유두를 직접 보여주기도 했다. 2008년 5월 프랑스 칸 영화제 방문 당시에는 술에 취해 비키니 하의만 입고 휴가를 보내는 모습이 언론에 크게 보도되었으며, 6월 글래머 어워드에서는 목 잘린 밤비 캐릭터 드레스를 입고 나타나 논란이 되었다. 이어 그해 9월에는 취중 GQ 어워드의 '올해의 남자' 부문 시상 무대에 올라 공동 시상자였던 엘튼 존에게 막말을 하여 네티즌들에게 많은 비난을 받은 바 있다.

## 사생활
릴리는 평소 환경 문제에 관심이 많아 녹음작업은 태양에너지로 전력을 공급하는 유럽 내 유일한 스튜디오인 스튜디오 A에서 한다고 밝힌 바 있다. 그녀는 영국 노동당, 특히 고든 브라운 전 영국 총리의 열렬한 지지자로 잘 알려져 있으며, 풀햄 FC의 팬이기도 하다. 또한 어릴 적에 로마 가톨릭교회 계통의 학교에 다니긴 했지만 동성애와 불륜, 마약에 적대적인 기독교를 별로 좋아하지 않는다며 다음과 같이 말하기도 했다. "우리 엄마 친구들은 다 동성애자였고, 아빠는 불륜을 저지르고 다녔고, 어릴 때 집에는 항상 마약이 있었으니까요. 좀 잔인했죠."
릴리는 연애 상대로서 비슷한 나이대의 남성들과는 지적인 공감대를 가져본 적이 없다며, 나이차가 많이 나는 남성들에게만 매력을 느끼고 사귀게 된다고 밝힌 바 있다. 그녀는 2002년부터 2007년 9월까지 당시 30대 중반이던 DJ 셉 츄와 사귀었으며, 결별 후 바로 케미컬 브라더스의 에드 시몬스와 교제를 시작하였고 그 해 12월에는 임신 사실을 밝혔다. 그러나 2008년 1월 유산하였으며, 한 달 후에 결별하였다. 당시 루퍼트 그린트와 잠깐 염문설이 돌기도 했다. 2008년 말에는 제이 조플링이라는 22살 연상의 아트 딜러와 사귀기도 하였으나 2009년 1월에 결별하였다.
2009년 여름 7세 연상의 화가 겸 건축가인 샘 쿠퍼와 교제를 시작하고는 하루 빨리 연예계에서 은퇴하고 가정을 이루고 싶다는 소망을 피력해오던 그녀는, 2010년 8월 5일 샘의 아기를 임신한 지 3개월 째이며 2011년 초 출산 예정이라고 밝혔다. 그러나 2010년 11월 1일, 릴리의 대변인은 그녀가 지난 주말 극심한 복통을 호소하여 병원에 실려갔으나 끝내 6개월 된 태아를 유산했으며, 대중으로 하여금 커플의 사생활을 존중해 주기를 부탁한다고 발표하였다. 11월 5일에 그녀는 트위터를 통해서 몸 상태는 여전히 좋지 않지만 팬들의 격려 덕분에 힘이 난다며 감사를 표시했으나 바로 다음 날에 다시 입원했으며, 패혈증 진단을 받은 것으로 알려졌다. 그해 12월 크리스마스에 발리에서 약혼한 릴리와 샘은 2011년 6월 11일 영국 글로스터셔주 크랜햄의 한 교회에서 결혼식을 올렸으며, 당시 릴리의 웨딩드레스 디자이너는 그녀가 임신중이라고 밝혔다. 결혼 후 릴리는 남편의 성을 따라 '릴리 쿠퍼'로 이름을 바꿀 것이라고 공식적으로 발표했다. 그리고 2011년 11월 25일, 그녀는 딸 에델 메리 쿠퍼를 출산하였다. 또한 2012년 7월 초 영국 타블로이드지 선데이 미러에서 그녀가 2013년 초에 둘째 아이를 출산할 예정이라고 보도하자, 릴리는 당일 자신의 트위터를 통해 "모두들 축하해주셔서 감사합니다. 이보다 행복할 수는 없을 거예요"라며 기사 내용이 사실임을 알렸다.

## 음악 스타일
릴리의 초기 곡들은 레트로풍 멜로디와 직설적이고 '막말스러운' 가사를 특징으로 한다. 그러나 자신의 데뷔 앨범이 큰 인기를 끈 이후로 영국 가요계에서 레트로풍 음악이 유행하자, 그녀는 2집 앨범 《It's Not Me, It's You》에서 멜로디와 가사적 측면 모두에 변화를 시도했다. 이 앨범의 타이틀곡인 <The Fear>는 일렉트로 팝 장르의 곡으로서, 현대인의 소비지상주의를 비판하는 메시지를 담고 있다. 후에 그녀는 사실 엄청나게 큰 변화를 꾀하려던 것은 아니었다고 밝혔지만, 결과적으로 그녀의 음악적 변화와 기존에 흔히 다루어지지 않았던 주제들에 대해 노래한 가사는 비평가들에게 큰 찬사를 받았다.
또한 그녀의 곡들은 전반적으로 강한 코크니 억양으로 유명한데, 몇 곡은 2010년 11월 대영 도서관이 주최한 "코크니 영어 기원展"에 쓰이기도 하였다. 그리고 2집 수록곡 <Who'd Have Known>은 그녀 특유의 억양 때문에 미국 래퍼 티페인의 곡 <5 O'Clock>에 샘플링되기도 하였다.

## 디스코그래피
- 《Alright, Still》 (2006년)
- 《It's Not Me, It's You》 (2009년)
- 《Sheezus》 (2014년)
- 《No Shame》 (2018년)

## 필모그래피
| 연도 | 제목                            | 배역                  | 설명                                         |
| ---- | ------------------------------- | --------------------- | -------------------------------------------- |
| 1998 | The Comic Strip Presents...     | 광고에 나오는 소녀 역 | "The Yob" 편 (시즌 4, 4화)                   |
| 1998 | Elizabeth                       | 시녀 역               | 셰카 카푸르 감독 작                          |
| 2007 | Saturday Night Live             | 게스트 (본인)         | "드류 배리모어/릴리 앨런" 편 (시즌 32, 12화) |
| 2008 | Lily Allen and Friends          | 진행자 (본인)         | 토크 쇼                                      |
| 2009 | Neighbours                      | 본인 역               | 특별 출연, 연속극 (1화)                      |
| 2011 | Lily Allen: From Riches to Rags | 본인 역               | TV 다큐멘터리                                |